# Ayase Haruka
Ayase Haruka (綾瀬 はるか sinh ngày 24 tháng 3 năm 1985) là một nữ ca sĩ và diễn viên người Nhật Bản hiện đang liên kết với công ty Horipro Inc. Cô bắt đầu sự nghiệp với nghề người mẫu áo tắm (gravure idol) vào năm 2000. Sau đó cô đã thành danh với nghề diễn viên ở cả mảng phim điện ảnh lẫn truyền hình của Nhật Bản.

## Xuất thân
Ayase sinh ra ở thành phố Hiroshima, tỉnh Hiroshima; lớn lên ở Asaminami. Gia đình cô là nông dân, trồng đủ loại rau theo mùa. Chị của bà nội Ayase đã thiệt mạng trong vụ ném bom Hiroshima vào ngày 6 tháng 8 năm 1945. Năm 2005, nhân dịp tròn 60 năm xảy ra thảm kịch và để thực hiện bộ phim tài liệu "Hiroshima" (TBS), Ayase đã ghé thăm nhà cha mẹ cô ở Hiroshima, và cô đã nghe bà mình lần đầu kể chuyện về thảm kịch bom nguyên tử hồi đó.

## Sự nghiệp

### Người mẫu
Năm 2000, cô có màn ra mắt ngành giải trí khi giành chiến thắng giải của ban giám khảo tại cuộc thi tìm kiếm tài năng của Horipro lần thứ 25. Lúc giành chiến thắng cuộc thi, cô có nghệ danh là Tademaru Aya, rồi khi bắt đầu sự nghiệp cô mới sử dụng nghệ danh Ayase Haruka. Nghệ danh do chính cô và đội tư vấn của cô chọn sau một cuộc trò chuyện mở trên Internet từ 16.000 đề xuất, và cuối cùng họ chọn nghệ danh kể trên vào ngày 28 tháng 2 năm 2001. Tính đến 2004, Ayase chủ yếu hoạt động trong nghề người mẫu áo tắm (gravure idol). Ngoài xuất hiện trong các sách ảnh và tạp chí, chương trình Cosmo Angel của đài địa phương cũng giúp cô có được sự chú ý nhất định. Tuy nhiên, sau một năm làm nghề, cô tăng tới 7kg do áp lực công việc, và khi tham gia dự án Beauty Colosseum của Fuji TV (lúc vẫn làm người mẫu áo tắm), cô định sẽ giải nghệ nếu thực hiện chế độ ăn kiêng thất bại. Có lúc cô đã giảm tới 8kg trong một tháng và ba tuần do ăn kiêng. Sau này, dù thành danh với nghề diễn viên và ngưng làm người mẫu áo tắm, thỉnh thoảng cô vẫn xuất hiện trên các tạp chí tuần san.

### Âm nhạc
Ngày 24 tháng 3 năm 2006, cô ra mắt với vai trò ca sĩ qua đĩa đơn "Period" do Kobayashi Takeshi sản xuất. Đĩa đơn đã giành vị trí số 8 trên bảng xếp hạng Oricon. Ngoài ra cô còn phát hành một số đĩa đơn khác như "Kōsaten Days" (交差点days) (2006), "Hikōkigumo" (飛行機雲) (2007) và "Māgaretto" (マーガレット) (2010).

### Diễn xuất
Năm 2001, cô có vai diễn đầu tay với bộ phim truyền hình Kindaichi Shonen no Jikenbo của đài Nippon TV. Năm 2003, cô sắm vai chính đầu tiên trong bộ phim truyền hình Boku no Ikiru Michi của đài Fuji TV. Năm 2004, cô được chọn vào vai nữ chính của tác phẩm truyền hình Sekai no Chūshin de, Ai o Sakebu của đài TBS. Trong phim Sekai no Chūshin de, Ai o Sakebu, cô đã cạo trọc đầu để thủ vai nữ chính bị mắc bệnh ung thư máu. Cô cũng thực hiện một số thay đổi với vai diễn, chẳng hạn như tăng hoặc giảm cân để phù hợp với vai hơn. Năm 2007, cô thủ vai trong bộ phim truyền hình Hotaru no Hikari của Nippon TV. Năm 2008, trong lần thu thoại cho Shikaotoko Aoniyoshi, cô đã nhiều lần suy ngẫm về cuộc đời, nhiều đến mức cô và bạn diễn Kodama Kiyoshi đã trò chuyện về cuộc đời thâu đêm. Năm 2010, do phần đầu quá ăn khách mà phần hai của bộ phim được lên sóng, rồi đến năm 2012, bản phim điện ảnh đã được trình chiếu.
Năm 2013, cô sắm vai chính trong tác phẩm truyền hình kịch taiga Yae no Sakura của đài NHK. Năm 2015, tác phẩm điện ảnh Umimachi Diary mà cô đóng được chọn tranh giải chính thức tại Liên hoan phim Cannes lần thứ 68. Năm 2016, cô hóa thân thành vai Balsa trong bộ phim truyền hình Seirei no Moribito do NHK sản xuất. Cô còn đích thân thể hiện kĩ năng đấu kiếm qua vai diễn vệ sĩ Balsa với vũ khí là một cây giáo ngắn. Cô thể hiện vai diễn này từ mùa đầu tiên đến mùa thứ ba (tương ứng chương cuối của nguyên tác).
Năm 2022, cô lần đầu đảm nhiệm vai diễn trong tác phẩm chiếu vào 9 giờ Thứ Hai là Motokare no Yuigonjou. Đây là lần đầu cô thủ diễn trong phim của Fuji TV sau 14 năm kể từ Shikaotoko Aoniyoshi. Năm 2023, Ayase giành giải nữ diễn viên chính xuất sắc tại giải thưởng Hochi lần thứ 48 nhờ màn thể hiện trong các bộ phim điện ảnh The Legend & Butterfly và Revolver Lily.

### MC truyền hình
Năm 2005, Ayase được chọn làm MC của lễ trao giải Japan Record Awards lần thứ 47. Cuối năm ấy, cô là thủ lĩnh đội đỏ tại chương trình NHK Kōhaku Uta Gassen lần thứ 64. Cuối năm 2015, cô nhận lời làm MC của chương trình NHK Kōhaku Uta Gassen lần thứ 66 lần thứ hai sau hai năm. Năm 2019, cô làm MC của đội đỏ tại chương trình NHK Kōhaku Uta Gassen lần thứ 70, đánh dấu lần thứ ba cô xuất hiện tại chương trình này sau bốn năm.

## Đời tư
Ayase được một người bạn mời tham dự cuộc thi tìm kiếm tài năng của Horipro để tránh phải sinh hoạt ở câu lạc bộ. Cô ấy không có bất kì kĩ năng diễn xuất đặc biệt nào, vì thế cô đã bắt chước linh vật thỏ nổi tiếng ở trường. Tại các show tạp kỹ, cô thường thể hiện các kĩ năng bắt chước này. Năm 2006, cô từng bị tạm giữ ở New Zealand vì bị nhầm là gián điệp.
Tháng 8 năm 2014, trong lúc trở về quê nhà Hiroshima, một trận lở đất đã xảy ra trên núi nằm ở phía bắc của thành phố, và Ayase đã đích thân đi kiểm tra xem trường sơ trung cũ và bạn bè cô có ổn không. Dù chỉ ở lại có ba ngày, cô đã nấu rất nhiều thức ăn cho cha mẹ, được làm từ các loại ra ở chính vườn cô trồng, chẳng hạn như cà tím và cà chua.
Biên kịch kiêm tiểu thuyết gia Wada Ryō là bạn học thời tiểu học và sơ trung của Ayase. Năm 2014, trong cuộc trò chuyện với Wada, Ayase chia sẻ: "Khi trở lại Hiroshima, tôi làm nông với hai tay ôm má, và tôi đã đem lá ngắn của rau mizuna và lá quanh cọng rau chân vịt đi cân. Tôi thích cắt bỏ cuống, cắt rẽ thành từng đoạn ngắn rồi xếp chúng cho nhô lên ở giữa, kế đến cho vào túi và lấy nhãn dán kín".

### Rắc rối trong đầu tư tài chính
Năm 2021, nhật báo Jojo Seven đưa tin rằng: "Ayase đang dính líu tới rắc rối lớn về đầu tư tài chính". Một nhân viên tư vấn thuế chăm sóc gia đình đã nói với mẹ Ayase: "Ở thời đại lãi suất thấp này, để tiền mặt trong ngân hàng thật lãng phí. Sao bà không thử đầu tư xem?" Ông đề xuất quản lý tài sản và một sản phẩm đầu tư với lãi suất 3%/tháng, do nhóm đầu tư gồm ba người ở độ tuổi ngoài 30 với ông B đứng đầu. Mẹ Ayase (giám đốc công ty đại diện tư nhân của cô) đã nghe theo lời người này và trích 100 triệu yên tiền của công ty để đầu tư.
Tháng 5 năm 2021, cổ tức trả hàng tháng đã bị hoãn. Các nhà đầu tư được thông báo rằng: "Tài khoản của ông B đã bị đóng băng do nghi ngờ rửa tiền và họ không thể rút tiền". Cuối tháng 7, sau khi các khoản thanh toán lãi bị trì hoãn và xuất hiện dấu hiệu gian lận, Ayase đã có một bữa tối kéo dài ba tiếng đồng hồ với một nhân viên tư vấn thuế - người đã hỗ trợ Ayase trong thời gian dài và là con trai của nhân viên tư vấn thuế, nhằm bàn bạc và yêu cầu hoàn lại tiền. Ayase đã nhíu mày tỏ ra bực bội trong buổi gặp mặt, cô rất bực vì mẹ cô và những người lớn tuổi - vốn chẳng quan tâm gì đến đầu tư - lại tham gia vụ đầu tư này.
Ngày 9 tháng 11 năm 2022, Tổ cảnh sát điều tra của Sở cảnh sát tỉnh Hiroshima và Sở cảnh sát Saeki đã bắt giữ một người đàn ông thất nghiệp (39 tuổi) ở Asakasa, thành phố Fukuoka vì cáo buộc lấy một lượng tiền mặt lớn trái phép. Bốn nghi phạm (bao gồm một nhân viên tư vấn thuế 74 tuổi) đã bị bắt tại Higashihakushimacho, khu Naka, Hiroshima vì bị tình nghi vi phạm Luật đầu tư (Cấm gửi tiền).

### Sức khỏe
Trong lúc ghi hình cho bộ phim Boku no Kanojo wa Saibōgu, Ayase đã gặp tai nạn gãy mũi. Ngày 31 tháng 8 năm 2021, Ayase thông báo trên Twitter và Instagram rằng cô đã dương tính với biến thể Delta SARS-CoV-2. Dù ban đầu hồi phục tại nhà, song cô đã phải nhập viện sau khi phát hiện có những triệu chứng của viêm phổi. Sau đó, tình hình sức khỏe của cô đã ổn định và được xuất viện sớm.

## Hoạt động từ thiện
Sau hậu quả của vụ động đất và sóng thần Tōhoku và cả thảm họa hạt nhân Fukushima (2011), Ayase đã thủ vai nhân vật chính Yae (Yamamoto) Niijima (một người tộc Aizu) trong bộ phim truyền hình taiga Yae no Sakura (2013) của NHK nhằm phản ánh về hai thảm kịch kể trên; cô còn tích cực đi hỗ trợ các khu vực bị thiên tai tác động, chủ yếu ở tỉnh Fukushima. Tại chương trình Kouhaku Uta Gassen 2013 mà cô đảm nhận vai trò MC, Ayase đã thể hiện bài hát "Hana wa Saku" nhằm cổ động khắc phục hậu quả của vụ động đất, và vào năm 2014, trong phóng sự "Fukushima ni Koishite" được phát sóng trên NHK, Ayase đã ghé thăm nhiều nơi ở tỉnh Fukushima và gặp gỡ người dân địa phương. Kể từ năm 2014, Ayase tiếp tục tham gia lễ rước công khai của tộc Aizu, được tổ chức thường niên với lễ diễu hành khắp thành phố Aizuwakamatsu. Thậm chí vào năm 2020, khi lễ rước ngoài đường bị hủy do đại dịch COVID-19 lây lan, cô vẫn tham gia sự kiện được tổ chức ở trong nhà, đánh dấu năm thứ bảy liên tiếp góp mặt. Năm 2021, Hiệp hội lễ hội Aizu - đơn vị tổ chức sự kiện đã quyết định không mời Ayase trong thời gian dãn cách vì dịch. Năm 2022, Ayase đã xuất hiện tại lễ diễu hành của tộc Aizu - được tái tổ chức với quy mô thường niên, đánh dấu lần thứ bảy sau ba năm cô mới góp mặt ở sự kiện này.

## Hình ảnh của công chúng
The Japan Times ví Ayase Haruka là "phiên bản Nhật của Anne Hathaway". Cô thường xuyên được người hâm mộ bầu chọn trong các danh sách như "Top 10 sao nữ được yêu thích nhất", "Top 10 nghệ sĩ có làn da đẹp nhất", hay "Top 10 gương mặt được khát khao nhất". Cô cũng được xem là nữ diễn viên có mức thù lao cao nhất trong giới giải trí Nhật Bản. Năm 2013, cô được bình chọn xếp thứ hai trong danh sách "Những nữ nghệ sĩ được đàn ông muốn hẹn hò nhất" do trang Oricon Style công bố. Tính đến năm 2016, cô từng nắm giữ vị trí quán quân trong danh sách "Top 30 nữ diễn viên quyền lực nhất" của tạp chí Nikkei trong bốn năm liên tiếp. Năm 2020, Ayase dẫn đầu danh sách "10 sao nữ hình thể gợi cảm nhất" do tạp chí Shūkan Bunshun bình chọn.
Ayase là đại diện phát ngôn cho nhiều nhãn hàng sản phẩm ở Nhật Bản, xuất hiện trong nhiều quảng cáo cho các thương hiệu tiêu dùng lớn như Coca-Cola, SK-II và KFC.

## Danh sách đĩa nhạc

### Đĩa đơn
| Năm  | Tên đĩa đơn                 | Ngày phát hành      | Vị trí xếp hạng |
| ---- | --------------------------- | ------------------- | --------------- |
| 2006 | "Period" (ピリオド Piriodo) | 24 tháng 3 năm 2006 | 8               |
| 2006 | "Kōsaten Days" (交差点days) | 13 tháng 9 năm 2006 | 8               |
| 2007 | "Hikōkigumo" (飛行機雲)     | 5 tháng 12 năm 2007 | 23              |
| 2010 | "Māgaretto" (マーガレット)  | 11 tháng 8 năm 2010 | 10              |

## Đề cử và giải thưởng
| Năm  | Giải                                           | Hạng mục                         | Tác phẩm được đề cử                           | Kết quả   | Chú thích |
| ---- | ---------------------------------------------- | -------------------------------- | --------------------------------------------- | --------- | --------- |
| 2007 | Giải Elan d'or lần thứ 31                      | Diễn viên mới của năm            | Chính cô                                      | Đoạt giải | [ 51 ]    |
| 2008 | Giải điện ảnh Nikkan Sports lần thứ 21         | Nữ diễn viên chính xuất sắc nhất | Boku no Kanojo wa Saibōgu, Ichi, Happy Flight | Đoạt giải | [ 52 ]    |
| 2009 | Giải Hashida lần thứ 18                        | Diễn viên mới của năm            | Jin                                           | Đoạt giải | [ 53 ]    |
| 2009 | Giải Blue Ribbon lần thứ 52                    | Nữ diễn viên chính xuất sắc nhất | Oppai Volleyball                              | Đoạt giải | [ 54 ]    |
| 2009 | Giải Điện ảnh Viện Hàn lâm Nhật Bản lần thứ 33 | Nữ diễn viên chính xuất sắc nhất | Oppai Volleyball                              | Đề cử     | [ 55 ]    |
| 2015 | Giải Nikkan Sports Drama Grand Prix lần thứ 18 | Nữ diễn viên chính xuất sắc nhất | Kyō wa Kaisha Yasumimasu                      | Đoạt giải | [ 56 ]    |
| 2015 | Liên hoan phim Yokohama lần thứ 37             | Nữ diễn viên chính xuất sắc nhất | Umimachi Diary                                | Đoạt giải | [ 57 ]    |
| 2015 | Giải Điện ảnh Hochi lần thứ 40                 | Nữ diễn viên chính xuất sắc nhất | Umimachi Diary                                | Đề cử     |           |
| 2015 | Giải điện ảnh Nikkan Sports lần thứ 28         | Nữ diễn viên chính xuất sắc nhất | Umimachi Diary                                | Đoạt giải |           |
| 2016 | Giải Blue Ribbon lần thứ 58                    | Nữ diễn viên chính xuất sắc nhất | Umimachi Diary                                | Đề cử     |           |
| 2016 | Giải Điện ảnh Mainichi lần thứ 70              | Nữ diễn viên chính xuất sắc nhất | Umimachi Diary                                | Đoạt giải | [ 58 ]    |
| 2016 | Giải Điện ảnh Viện Hàn lâm Nhật Bản lần thứ 39 | Nữ diễn viên chính xuất sắc nhất | Umimachi Diary                                | Đề cử     | [ 59 ]    |
| 2016 | Giải Điện ảnh châu Á lần thứ 10                | Nữ diễn viên chính xuất sắc nhất | Umimachi Diary                                | Đề cử     | [ 60 ]    |
| 2016 | Giải Điện ảnh Hochi lần thứ 41                 | Nữ diễn viên chính xuất sắc nhất | Kōdai-ke no Hitobito                          | Đề cử     |           |
| 2019 | Giải Nikkan Sports Drama Grand Prix lần thứ 22 | Nữ diễn viên chính xuất sắc nhất | Gibo to Musume no Blues                       | Đoạt giải | [ 61 ]    |
| 2021 | Giải Nikkan Sports Drama Grand Prix lần thứ 24 | Nữ diễn viên chính xuất sắc nhất | Tengoku to Jigoku: Psychona Futari            | Đoạt giải | [ 62 ]    |
| 2021 | Giải Tokyo Drama lần thứ 14                    | Nữ diễn viên chính xuất sắc nhất | Tengoku to Jigoku: Psychona Futari            | Đoạt giải | [ 63 ]    |
| 2023 | Giải Điện ảnh Hochi lần thứ 48                 | Nữ diễn viên chính xuất sắc nhất | The Legend and Butterfly và Revolver Lily     | Đoạt giải | [ 23 ]    |
| 2024 | Giải Blue Ribbon lần thứ 66                    | Nữ diễn viên chính xuất sắc nhất | Revolver Lily                                 | Đề cử     | [ 64 ]    |
| 2024 | Giải Điện ảnh Viện Hàn lâm Nhật Bản lần thứ 47 | Nữ diễn viên chính xuất sắc nhất | Revolver Lily                                 | Đề cử     | [ 65 ]    |

Giải Viện Hàn lâm truyền hình Nhật Bản
| Năm  | Mùa  | Hạng mục                         | Tác phẩm được đề cử                                   | Kết quả   | Chú thích |
| ---- | ---- | -------------------------------- | ----------------------------------------------------- | --------- | --------- |
| 2004 | Hè   | Nữ diễn viên phụ xuất sắc nhất   | Sekai no Chūshin de, Ai o Sakebu                      | Đoạt giải | [ 66 ]    |
| 2006 | Đông | Nữ diễn viên phụ xuất sắc nhất   | Byakuyakō                                             | Đoạt giải | [ 67 ]    |
| 2009 | Thu  | Nữ diễn viên phụ xuất sắc nhất   | Jin                                                   | Đoạt giải |           |
| 2010 | Hè   | Nữ diễn viên chính xuất sắc nhất | Hotaru no Hikari: It's Only a Little Light In My Life | Đoạt giải |           |
| 2011 | Xuân | Nữ diễn viên phụ xuất sắc nhất   | Jin 2                                                 | Đoạt giải |           |
| 2014 | Thu  | Nữ diễn viên chính xuất sắc nhất | Kyō wa Kaisha Yasumimasu                              | Đoạt giải |           |
| 2017 | Thu  | Nữ diễn viên chính xuất sắc nhất | Caution, Hazardous Wife                               | Đoạt giải |           |